# Datisca cannabina
Datisca cannabina, vrsta trajnice iz porodice Datiscaceae, jedna je od dva predstavnika u rodu datiska. Raširena je od Mediterana istočno do središnje Azije. Svojim izgledom sliči konoplji. Naraste do dva metra visine a listovi su joj nazubljeni. Iz korijena biljke dobiva se žuta boja.

## Sinonimi
- Thladiantha dubia Bunge
- Cannabina laevis Moench
- Datisca glabra Stokes
- Datisca nepalensis D.Don

- D. cannabina
- D. cannabina